# Muhàmmad ibn Alí as-Sanussí
  Muhàmmad ibn Alí as-Sanussí  (àrab: محمد بن علي السنوسي)  (Regència d'Alger, 1787 - Regència de Trípoli, 1859) fou un erudit i religiós musulmà originari d'Algèria, que va fundar la confraria Sanusiyya. Era membre de la tribu del Awlad Sidi Abd-Al·lah de l'Oranesat i d'origen xerifià. La nisba as-Sanussí derivaria bé d'un mestre o més probablement d'una muntanya de la zona de Tlemcen on vivia.

## Biografia
Va estudiar a Orània (Mustaganem, Mazuna, Tlemcen) i vers els 20 anys va anar a estudiar a Fes on va restar almenys 7 anys (fins a 14 segons algunes fonts). Allí va adherir-se a alguns ordes sufís. El 1818 hauria sortit de Fes i potser va fer una primera peregrinació a la Meca (vers 1825/1826) on va trobar al savi marroquí Àmad ibn Idrií que hi vivia feia 20 anys. Hauria estat amb aquest mestre entre dos i tres anys fins que vers 1827/1828 aquest va marxar al Iemen (on va fundar la dinastia dels idríssides del Iemen) i va quedar com el seu delegat (khalifa) a la Meca. Ibn Idrií va morir a Sabya el 1837 i alsSanusssíva esdevenir el cap i la seva zaàiya, propera a la Meca, va esdevenir lentament el centre d'una nova confraria coneguda com a Sanusiyya. Altres deixebles d'Ibn Idrií van crear també confraries, com la dels Mirghaniyya al Sudan i altres.
Amenaçat per la potència dels wahhabites i enfrontat als ulemes locals, va retirar-se a Àfrica vers 1840 on va fundar quatre zàwiyes entre les quals la d'al-Bayda, a la Cirenaica; el 1846 va retornar a la Meca però en va tornar a sortir el 1854 i es va instal·lar a al-Izziyya i després a Jaghbub, fundada en mig del desert als oasis occidentals d'Egipte. Allí va morir el 2 de setembre de 1859. Els seus seguidors eren principalment els beduïns d'al-Jàbal al-Àkhdar, al nord de la Cirenaica. Fou considerat un reformista (ijtihad) i, en contra el que sovint es diu, mai va fer apologia del gihad contra els europeus, mostrant-se contrari a la política i afavorint la re-islamització de la societat.